# Jacopo Mazzei (politico)
Jacopo Mazzei (Firenze, 30 agosto 1803 – Firenze, 21 settembre 1855) è stato un politico e giurista italiano.

## Biografia
Figlio del patrizio fiorentino Mattias Mazzei e della poetessa Lucrezia Landi, fratello maggiore di Antonio, Ottavia, Lucrezia (poeta) e Francesco, si dedicò agli studi giuridici seguendo le orme del nonno materno Ottavio Landi, laureandosi a Pisa nel 1823. Percorse la carriera in magistratura da auditore a membro della Regia Consulta e della Corte dei conti fino ad essere nominato presidente del Tribunale di prima istanza e consigliere di Stato.
Amico di Gino Capponi, di Vincenzo Salvagnoli e di altri esponenti del movimento moderato toscano, fu chiamato dal primo a fare parte del breve ministero presieduto dal Capponi (agosto-settembre 1848) come ministro di grazia e giustizia con l'interim degli affari ecclesiastici. Rientrato il granduca dopo la crisi del 1848 (triumvirato Guerrazzi-Montanelli-Mazzoni), Mazzei fu chiamato nel maggio 1849 dal primo ministro incaricato, Giovanni Baldasseroni, a coprire il ministero degli affari ecclesiastici, mentre l'amico Cesare Capoquadri era alla giustizia. I due accettarono in cambio dell'impegno del granduca a proseguire in una politica di costituzionalità e spirito di "italianità", con l'impegno di riaprire il parlamento. Tuttavia, delusi dall'atteggiamento del granduca prono alle direttive di Vienna, si dimisero nel settembre 1850.
Nel corso delle spinose trattative con la Santa Sede per il concordato, cui poi si giunse nel 1851, il Mazzei svolse un ruolo da protagonista (poi abolito nel 1859 da Salvagnoli ministro degli affari ecclesiastici nel governo provvisorio di Bettino Ricasoli).
Morì durante l'epidemia di colera che imperversava a Firenze nel 1855.